# 多良政司
多良 政司（たら まさし、1951年5月19日 - 2019年11月3日）は、日本の録音技師、日本映画・テレビ録音協会理事、東宝スタジオサービス取締役。長野県出身。

## 経歴
1975年に東京映画に入社。1977年2月に本社の移転。その後1978年に同映像部を吸収により東宝録音センターに移籍、代表の西尾昇の補佐をする形で日本で初のドルビーステレオ方式を採用、国産光学録音機によるステレオ光学録音や伊福部昭の要求した同スタジオでの収録実現、ドルビーデジタル5.1chサラウンドフォーマットを取り入れ等に尽力。2002年にはHD24Pダビングを手がける。2003年に総額50億円をかけてスタジオ第1次改造計画として東宝ポストプロダクションセンター建設に携わる。

## 代表作

### 映画
| 公開年月日 | 公開年月日 | 作品名                                    | 制作（配給） | 役職             |
| ---------- | ---------- | ----------------------------------------- | --- | ---------------- |
| 1977年     | 4月29日    | 若い人                                    | 東京映画 サンミュージックプロダクション （東宝） | 調音             |
| 1977年     | 6月4日     | 八甲田山                                  | 橋本プロダクション 東宝映像 シナノ企画 （東宝） | 調音             |
| 1977年     | 7月30日    | HOUSE ハウス                              | 東宝映像 （東宝） | 調音             |
| 1977年     | 10月29日   | 姿三四郎                                  | 東宝映画 東宝映像 （東宝） | 調音             |
| 1977年     | 12月17日   | 惑星大戦争                                | 東宝映画 東宝映像 （東宝） | 調音             |
| 1978年     | 2月11日    | 女王蜂                                    | 東宝映画 東宝映像 角川春樹事務所 （東宝） | 調音             |
| 1978年     | 4月29日    | 愛の嵐の中で                              | 東京映画 サンミュージックプロダクション （東宝） | 調音             |
| 1978年     | 8月12日    | 火の鳥                                    | 東宝映画 東宝映像 手塚プロダクション （東宝） | 調音             |
| 1978年     | 11月3日    | 英霊たちの応援歌                          | 東京12チャンネル （東宝） | 調音             |
| 1978年     | 11月23日   | ブルークリスマス                          | 東宝映画 東宝映像 （東宝） | 調音             |
| 1978年     | 12月23日   | 燃える秋                                  | 東宝映画 東宝映像 三越 （東宝） | 調音             |
| 1979年     | 4月28日    | 黄金のパートナー                          | 東宝映画 東宝映像 （東宝） | 調音             |
| 1979年     | 4月28日    | 乱れからくり                              | 東宝映画 東宝映像 （東宝） | 調音             |
| 1979年     | 5月26日    | 病院坂の首縊りの家                        | 東宝映画 角川春樹事務所 （東宝） | 調音             |
| 1979年     | 8月4日     | トラブルマン 笑うと殺すゾ                 | 東宝映画 東宝映像 （東宝） | 調音             |
| 1979年     | 11月3日    | 神様なぜ愛にも国境があるの                | 東宝映画 東宝映像 （東宝） | 調音             |
| 1979年     | 11月3日    | 遠い明日                                  | 東宝映画 東宝映像 （東宝） | 調音             |
| 1979年     | 12月22日   | 関白宣言                                  | 東宝映画 東宝映像 （東宝） | 調音             |
| 1980年     | 2月9日     | 天平の甍                                  | 芸苑社 TBS 日本中国文化交流協会 中華人民共和国文化部 北京映画制作所 上海映画制作所 西安映画制作所 （東宝）                                                                                        | 調音             |
| 1980年     | 8月30日    | 地震列島                                  | 東宝映画 東宝映像 （東宝） | 調音             |
| 1981年     | 2月11日    | 帰ってきた若大将                          | 東宝映画 東宝映像 加山プロモーション （東宝） | 調音             |
| 1981年     | 2月11日    | 青春グラフィティ スニーカーぶる〜す       | 東宝映画 東宝映像 （東宝） | 調音             |
| 1981年     | 7月11日    | ブルージーンズメモリー BLUE JEANS MEMORY  | 東宝映画 東宝映像 （東宝） | 調音             |
| 1981年     | 8月8日     | 連合艦隊                                  | 東宝映画 東宝映像 （東宝） | 調音             |
| 1981年     | 10月10日   | 幸福                                      | 東宝映画 フォーライフ （東宝） | 調音             |
| 1981年     | 11月7日    | 駅 STATION                                | 東宝映画 東宝映像 （東宝） | 調音             |
| 1982年     | 2月16日    | あゝ野麦峠 新緑篇                         | 東宝映画 東宝映像 （東宝） | 調音             |
| 1982年     | 5月22日    | 南十字星                                  | 新日本映画 サザンインターナショナルフィルム （東宝） | 調音             |
| 1982年     | 8月7日     | ハイティーン・ブギ                        | 東宝映画 東宝映像 （東宝） | 調音             |
| 1982年     | 10月16日   | 海峡                                      | 東宝映画 東宝映像 （東宝） | 調音             |
| 1982年     | 12月18日   | ウィーン物語 ジェミニ・YとS               | 東宝映画 東宝映像 （東宝） | 調音             |
| 1982年     | 12月18日   | 三等高校生                                | 東宝映画 東宝映像 ジャニーズ事務所 （東宝） | 調音             |
| 1983年     | 4月9日     | 小説吉田学校                              | 角川春樹事務所 フィルムリンク・インターナショナル （東宝） | 調音             |
| 1983年     | 5月21日    | 細雪                                      | 東宝映画 東宝映像 （東宝） | 調音             |
| 1983年     | 7月2日     | プルメリアの伝説 天国のキッス             | 東宝映画 東宝映像 （東宝） | 調音             |
| 1983年     | 8月4日     | 嵐を呼ぶ男                                | 東宝映画 東宝映像 ジャニーズ事務所 （東宝） | 調音             |
| 1983年     | 12月24日   | エル・オー・ヴィ・愛・N・G                | 東宝映画 東宝映像 ジャニーズ事務所 （東宝） | 調音             |
| 1984年     | 3月17日    | さよならジュピター                        | 東宝映画 東宝映像 イオ （東宝） | 調音             |
| 1984年     | 4月14日    | F2グランプリ                              | 東宝映画 東宝映像 （東宝） | 調音             |
| 1984年     | 7月7日     | 夏服のイヴ                                | 東宝映画 東宝映像 サンミュージックプロダクション （東宝） | 調音             |
| 1984年     | 8月11日    | 零戦燃ゆ                                  | 東宝映画 東宝映像 （東宝） | 調音             |
| 1984年     | 10月6日    | おはん                                    | 東宝映画 東宝映像 （東宝） | 調音             |
| 1984年     | 12月15日   | ゴジラ                                    | 東宝映画 東宝映像 （東宝） | 調音             |
| 1985年     | 1月26日    | 愛・旅立ち                                | フィルムリンクインターナショナル ジャニーズ事務所 研音 （東宝） | 調音             |
| 1985年     | 2月9日     | 菩提樹の丘                                | 集英社 東宝映画 東宝映像 （東宝） | 調音             |
| 1985年     | 4月13日    | カリブ・愛のシンフォニー                  | 東宝映画 東宝映像 サンミュージックプロダクション （東宝） | 調音             |
| 1985年     | 6月1日     | 乱                                        | グリニッチ・フィルム ヘラルド・エース （東宝） | 4K版音響監修     |
| 1985年     | 8月31日    | 夜叉                                      | 東宝映画 東宝映像 グループ・エンカウンター （東宝） | 調音             |
| 1985年     | 11月9日    | 春の鐘                                    | 東宝映画 東宝映像 （東宝） | 調音             |
| 1985年     | 12月21日   | 姉妹坂                                    | 東宝映画 東宝映像 （東宝） | 調音             |
| 1985年     | 12月21日   | 雪の断章 -情熱-                           | 東宝映画 東宝映像 （東宝） | 調音             |
| 1986年     | 7月12日    | 子猫物語                                  | ムツプロ フジテレビ 電通 東京コマーシャルフィルム 東亜国内航空 （東宝） | 調音             |
| 1986年     | 7月26日    | 子象物語 地上に降りた天使                 | 東宝映画 東宝映像 ビックウエスト （東宝） | 調音             |
| 1986年     | 9月20日    | 鹿鳴館                                    | MARUGEN-FILM 東宝映像 （東宝） | 調音             |
| 1986年     | 11月15日   | 落葉樹                                    | 丸井工文社 （近代映画協会） | 調音             |
| 1986年     | 12月13日   | 恋する女たち                              | 東宝映画 東宝映像 （東宝） | 調音             |
| 1987年     | 1月17日    | 映画女優                                  | 東宝映画 東宝映像 （東宝） | 調音             |
| 1987年     | 8月1日     | トットチャンネル                          | 東宝映画 東宝映像 （東宝） | 調音             |
| 1987年     | 8月1日     | 19ナインティーン                          | 東宝映画 東宝映像 ジャニーズ事務所 （東宝） | 調音             |
| 1987年     | 9月26日    | 竹取物語                                  | フジテレビ 東宝映画 東宝映像 （東宝） | 調音             |
| 1987年     | 12月19日   | 「さよなら」の女たち                      | 東宝映画 東宝映像 （東宝） | 調音             |
| 1987年     | 12月19日   | ゴルフ夜明け前                            | 東宝映画 東宝映像 （東宝） | 調音             |
| 1988年     | 5月21日    | つる -鶴-                                 | 東宝映画 東宝映像 （東宝） | 調音             |
| 1988年     | 5月28日    | 嵐が丘                                    | 西友 西武百貨店 セゾングループ MEDIACTUEL （東宝） | 調音             |
| 1988年     | 10月8日    | パンダ物語                                | 学習研究社 田中プロモーション 四季会 パンダスタンプ IMAGICA （東宝） | 調音             |
| 1989年     | 4月15日    | 冬物語                                    | 東宝映画 東宝映像美術 フィルム・フェイス （東宝） | 調音             |
| 1989年     | 4月15日    | YAWARA!                                   | 東宝映画 東宝映像美術 MYCAL （東宝） | 調音             |
| 1989年     | 5月13日    | マイフェニックス                          | 東宝映画 東宝映像美術 東急エージェンシー （東宝） | 調音             |
| 1989年     | 7月22日    | ガンヘッド                                | 東宝映画 東宝映像美術 サンライズ バンダイ 角川書店 IMAGICA （東宝） | 調音             |
| 1989年     | 11月3日    | あ・うん                                  | 東宝映画 東宝映像美術 （東宝） | 調音             |
| 1989年     | 12月16日   | ゴジラvsビオランテ                        | 東宝映画 東宝映像美術 （東宝） |                  |
| 1990年     | 5月25日    | 夢                                        | 黒澤プロダクション 東宝映像美術 （ワーナーブラザース） |                  |
| 1990年     | 12月15日   | 山田ババアに花束を                        | フィルムフェイス トレジャ・アイランド （東宝） |                  |
| 1991年     | 8月31日    | 波の数だけ抱きしめて                      | 小学館 フジテレビ 山田洋行ライトビジョン （東宝） |                  |
| 1991年     | 11月16日   | 超少女REIKO                               | 東宝映画 東宝映像美術 （東宝） |                  |
| 1991年     | 12月14日   | ゴジラvsキングギドラ                      | 東宝映画 東宝映像美術 ファーストウッド・エンターテインメント （東宝） |                  |
| 1992年     | 12月12日   | ゴジラvsモスラ                            | 東宝映画 東宝映像美術 （東宝） |                  |
| 1993年     | 5月1日     | 国会へ行こう!                             | バンダイビジュアル ライトヴィジョンエンタテイメント M.M.I （東宝） |                  |
| 1993年     | 12月11日   | ゴジラvsメカゴジラ                        | 東宝映画 東宝映像美術 （東宝） |                  |
| 1994年     | 7月9日     | ヤマトタケル                              | 東宝映画 東宝映像美術 ASATSU ライトヴィジョンエンタテイメント （東宝） |                  |
| 1994年     | 12月10日   | ゴジラvsスペースゴジラ                    | 東宝映画 東宝映像美術 （東宝） |                  |
| 1995年     | 12月9日    | ゴジラvsデストロイア                      | 東宝映画 東宝映像美術 （東宝） |                  |
| 1995年     | 12月16日   | 渚のシンドバッド                          | 東宝映画 ぴあ ぴあフィルムフェスティバル （東宝） |                  |
| 1996年     | 12月14日   | モスラ                                    | 東宝映画 東宝映像美術 （東宝） |                  |
| 1997年     | 4月19日    | 傷だらけの天使                            | 吉本興業 電通ヤング・アンド・ルビカム （松竹） （松竹富士） |                  |
| 1997年     | 5月31日    | 香港大夜総会 タッチ&マギー                | ジャニーズ事務所 日本テレビ 日本テレビ音楽 vap 東宝映画 アミューズ アミューズ香港 ゴールデン・ハーベスト （東宝）                                                                                 |                  |
| 1997年     | 6月7日     | 誘拐                                      | 東宝映画 東宝映像美術 （東宝） |                  |
| 1997年     | 6月21日    | 東京夜曲                                  | 衛星劇場 近代映画協会 （松竹） （松竹富士） |                  |
| 1997年     | 11月8日    | ラヂオの時間                              | フジテレビ ブルミエ・インターナショナル （東宝） |                  |
| 1997年     | 12月13日   | モスラ2 海底の大決戦                      | 東宝映画 東宝映像美術 （東宝） |                  |
| 1998年     | 6月6日     | 絆 -きずな-                               | 東宝映画 東宝映像美術 （東宝） |                  |
| 1998年     | 12月12日   | モスラ3 キングギドラ来襲                  | 東宝映画 東宝映像美術 （東宝） |                  |
| 1999年     | 3月6日     | ガメラ3 邪神覚醒                          | 大映 徳間書店 日本テレビ 博報堂 日本出版販売 （東宝） |                  |
| 1999年     | 12月11日   | ゴジラ2000 ミレニアム                     | 東宝映画 東宝映像美術 （東宝） |                  |
| 2000年     | 1月22日    | 雨あがる                                  | 黒澤プロダクション 角川書店 テレビ東京 博報堂 住友商事 スタッフ東京 IMAGICA 日本カルミック サミー 東宝映像美術 アスミック・エース （東宝）                                                        |                  |
| 2000年     | 7月22日    | 風を見た少年 The Boy Who Saw The Wind     | 日立マクセル プルミエ・インターナショナル ブレインズ・ベース （ブエナ・ビスタ・インターナショナル）                                                                                               |                  |
| 2000年     | 12月16日   | ゴジラ×メガギラス G消滅作戦               | 東宝映画 東宝映像美術 （東宝） |                  |
| 2001年     | 11月10日   | 冷静と情熱のあいだ                        | 角川書店 フジテレビ シネバザール 東宝 |                  |
| 2001年     | 12月15日   | ゴジラ・モスラ・キングギドラ 大怪獣総攻撃 | 東宝映画 東宝映像美術 （東宝） |                  |
| 2002年     | 6月8日     | 模倣犯                                    | 小学館 日本テレビ TOKYO FM 博報堂DYメディアパートナーズ 日販 毎日新聞 スポーツニッポン 東宝映画 東宝映像美術 （東宝）                                                                             |                  |
| 2002年     | 9月14日    | 竜馬の妻とその夫と愛人                    | 東宝映画 東宝映像美術 博報堂 （東宝） |                  |
| 2002年     | 12月14日   | ゴジラ×メカゴジラ                         | 東宝映画 東宝映像美術 （東宝） |                  |
| 2003年     | 2月1日     | わらびのこう 蕨野行                       | 特定非営利活動法人 日本の原風景を映像で考える会 （山形県映画センター） |                  |
| 2003年     | 6月14日    | スパイ・ゾルゲ                            | 表現社 テレビ朝日 セガ 日本情報通信コンサルティング オービック IMAGICA カルチュア・パブリッシャーズ サミー フィールズ 東宝 アスミック・エース                                                     |                  |
| 2003年     | 9月13日    | ロボコン                                  | 小学館 NHK TOKYO FM 日販 NHKエンタープライズ21 ゼネラル・エンタテイメント 東宝映画 東宝映像美術 高等専門学校協会連合会 （東宝）                                                                   |                  |
| 2003年     | 12月13日   | ゴジラ×モスラ×メカゴジラ 東京SOS          | 東宝映画 東宝映像美術 （東宝） | デジタル光学録音 |
| 2004年     | 2月7日     | 赤い月                                    | 日テレ よみうりテレビ 電通 電通テック 読売新聞 日販 スターダストピクチャーズ 中国電影集団公司 中国電影合作制片公司 中国電影集団公司第二制片分公司 中共黒河市委員会 東宝映画 東宝映像美術 （東宝） | デジタル光学録音 |
| 2004年     | 5月8日     | 世界の中心で、愛をさけぶ                  | 小学館 TBS MBS 博報堂DYメディアパートナーズ S・D・P 東宝映画 東宝映像美術 （東宝） | デジタル光学録音 |
| 2004年     | 12月4日    | ゴジラ FINAL WARS                         | 東宝映画 東宝国際 東宝映像美術 電通 中国電影集団公司 中国電影合作制片公司 中影集団連合影視有限公司 （東宝）                                                                                       | デジタル光学録音 |

### 博覧会
| 期間          | 期間         | テーマパーク名         | 主催             | 担当パビリオン                         | 製作会社、スポンサー  | 役職 |
| ------------- | ------------ | ---------------------- | ---------------- | -------------------------------------- | --------------------- | ---- |
| 1994年3月18日 | 1998年7月1日 | サンリオピューロランド | 安田火災海上保険 | 夢のタイムマシン・怪獣プラネットゴジラ | - 東宝 - （サンリオ） | 調音 |

## 受賞歴
| 1994年（平成6年）  | 第47回日本映画技術賞録音特別賞   |
| 2014年（平成26年） | 第38回日本アカデミー賞協会特別賞 |
| 2016年（平成28年） | 第14回文化庁映画賞映画功労録音賞 |